# Daviscardia coloradella
Daviscardia coloradella är en fjärilsart som beskrevs av William George Dietz 1905. Daviscardia coloradella ingår i släktet Daviscardia och familjen äkta malar. Inga underarter finns listade i Catalogue of Life.